# Páginas Amarelas

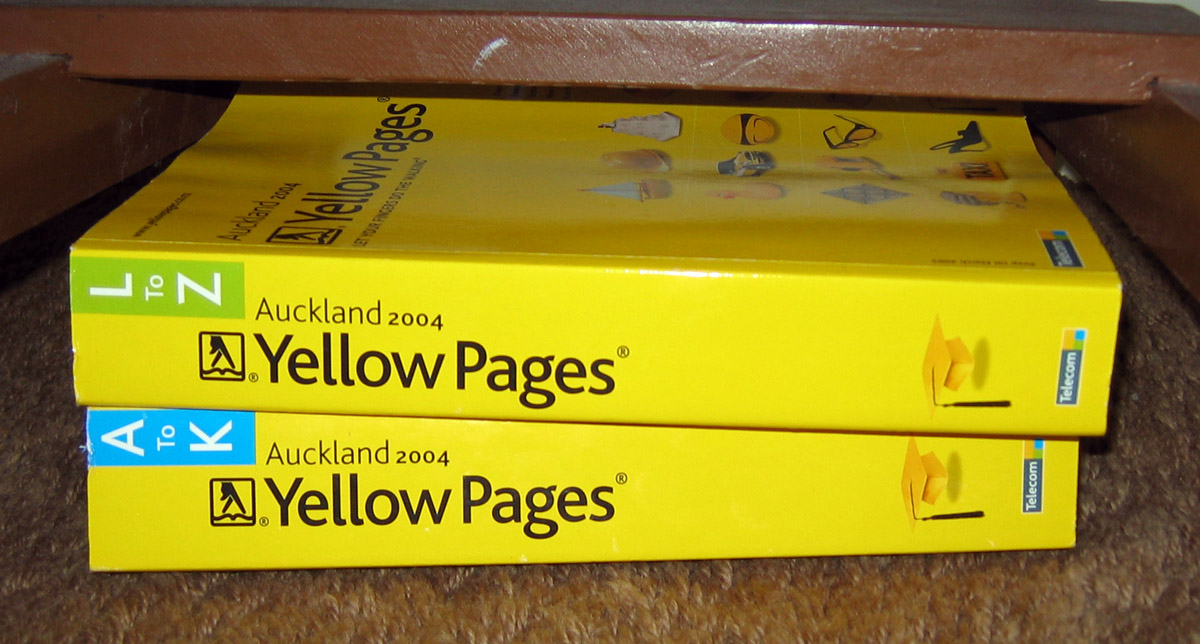
Páginas Amarelas de Auckland, Nova Zelândia.

Páginas Amarelas (em espanhol: Páginas Amarillas, inglês: Yellow Pages, em alemão: Gelbe Seiten, em francês: Pages jaunes) é uma lista telefônica de empresas e serviços, internacionalmente conhecido pela cor amarela do diretório comercial.
Páginas Amarelas existem em vários países. O nome e o conceito Yellow Pages surgiu em 1883. Em 1886 o norte-americano Reuben H. Donnelley publicou oficialmente as primeiras Páginas Amarelas.

## Alemanha
Na Alemanha, as Gelbe Seiten são editadas por uma associação de 16 editoras lideradas pela empresa DeTeMedien, uma subsidiária da Deutsche Telekom.

## Brasil
No Brasil, as Páginas Amarelas são editadas por várias editoras, conforme a região e a operadora de telefonia. As primeiras Páginas Amarelas do Brasil foram editadas em 1947 pela Listas Telefônicas Brasileiras S.A. (LTB) para a Companhia Telefônica Brasileira. A LTB continuou no negócio até o fim da década de 1970, quando perdeu espaço para empresas concorrentes. No entanto, o Grupo Gilberto Huber manteve a marca registrada "Páginas Amarelas" e seguiu produzindo guias classificados através da empresa Ebid Editora Páginas Amarelas Ltda., paralelamente às listas telefônicas oficiais ou suprindo a falta destas (a Telerj, por exemplo, passou um longo período sem licitar listas telefônicas). O negócio das listas impressas entrou em declínio com a popularização da internet e, na década de 2000, foi decretada a falência do Grupo Gilberto Huber. A marca Páginas Amarelas passou a ser usada no Brasil pelo Grupo Ediguias.

## Portugal
Em Portugal, as Páginas Amarelas impressas são editadas pela Páginas Amarelas S.A., empresa que iniciou a sua atividade em 1959, sendo o agente exclusivo da Portugal Telecom para a edição das listas telefónicas.
Atualmente, a Páginas Amarelas concentra a sua atuação na área do marketing online, disponibilizando aos seus clientes uma oferta alargada que inclui a criação e otimização de sites - SEO, a publicidade nos motores de busca Google e Sapo  - SEA, bem como banners nos sites de maior utilização - Display. Na componente Serviço, efetua o desenvolvimento e gestão de sites e campanhas online.
Em 2013, a empresa tem em curso um Processo Especial de Revitalização que prevê o despedimento de 130 dos seus 240 trabalhadores.

## Internet
Na Internet, as páginas amarelas se popularizaram e surgiram diversos guias comerciais.